# Facundo Ferreyra
Facundo Ferreyra (Lomas de Zamora, 14 marzo 1991) è un calciatore argentino, con passaporto italiano, attaccante svincolato.
In patria è soprannominato Chucky.

## Caratteristiche tecniche
Pur essendo un centravanti cerca spesso il gioco di sponda per il compagno di reparto o per gli inserimenti dei centrocampisti; molto agile nei movimenti e possiede un buon stacco di testa.
Dai giornalisti argentini è stato spesso accostato, per caratteristiche tecniche, al cileno Marcelo Salas.

## Carriera

### Club

#### Gli inizi
Inizia la sua carriera da calciatore nel 1998, all'età di sette anni, quando entra a far parte delle giovanili del Banfield. Sin dalle giovanili dimostra di avere una marcia in più rispetto ai suoi compagni di squadra, e così nel 2008 compie il suo esordio da giocatore professionista grazie all'allora tecnico del Banfield Jorge Burruchaga e da allora è diventato un titolare della squadra. Ha segnato il suo primo gol il 6 dicembre 2008 nel match disputato contro l'Argentinos Juniors conclusosi con il risultato di 2 a 2. Il 3 gennaio 2011 ha prolungato di altri tre anni il contratto con il club di Banfield.
Il 22 agosto 2012 il Vélez Sarsfield, società calcistica di Buenos Aires, ufficializza con una nota apparsa sul proprio sito ufficiale l'acquisto del calciatore. Debutta con la nuova squadra quattro giorni dopo, in occasione del match di campionato con il San Martín.

#### Šachtar Donec'k e prestito al Newcastle
Il 10 luglio 2013 viene acquistato dallo Šachtar Donec'k per circa dieci milioni di euro. Nella sua prima stagione in Ucraina totalizza tredici presenze in campionato, segnando sei gol (tra cui una tripletta contro l'Arsenal Kiev).
Il 20 luglio 2014, dopo aver disputato ad Annecy una partita amichevole contro il Lione, assieme a Fred, Dentinho, Douglas Costa, Ismaily ed Alex Teixeira, si è rifiutato di tornare in Ucraina, in quanto nell'est del paese si era aggravato il conflitto bellico sorto in seguito ad Euromaidan tra l'esercito ucraino ed i separatisti filorussi; durante gli scontri, appena tre giorni prima, fu abbattuto nell'Oblast' di Donec'k un Boeing 777-200ER della Malaysia Airlines, in servizio fra l'Aeroporto di Amsterdam-Schiphol e l'Aeroporto Internazionale di Kuala Lumpur. Nell'incidente morirono 298 persone.

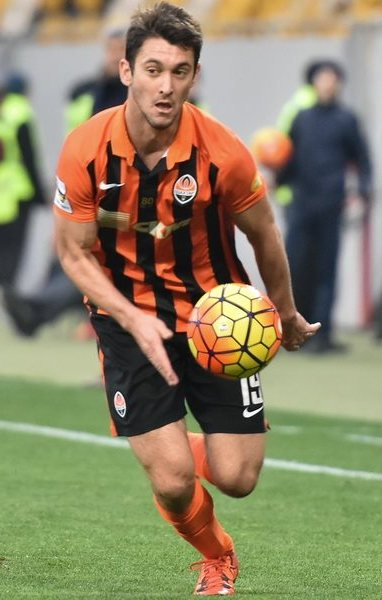
Facundo Ferreyra allo Šachtar nel 2016

Il 3 agosto 2014 passa al Newcastle con la formula del prestito con diritto di riscatto fissato a 6 milioni di euro. Il 30 maggio 2015 i Magpies annunciano di non voler riscattare il giocatore, che fa quindi ritorno allo Šachtar senza aver mai giocato neanche una partita ufficiale con la maglia della squadra inglese.

#### Ritorno allo Šachtar
Il primo anno dopo il fallimento in Inghilterra, dove non gioca neanche una partita, torna allo Šachtar e mette a segno 7 reti totali in tutte le competizioni. L’anno successivo con Fonseca alla guida riesce a segnare 16 reti.
La stagione 2017-2018 risulta essere la migliore della sua carriera e il definitivo per permettere all’argentino di fare il tanto atteso salto di qualità. Risulta decisivo in molte occasioni, mette a segno 30 reti, tra cui una doppietta in supercoppa contro i rivali della Dynamo Kiev e la rete contro la Roma agli ottavi di finale di Champions League.

#### Benfica
Il 7 giugno 2018 viene ufficializzato il suo passaggio a parametro zero al Benfica.

#### Celta Vigo
Il 1º febbraio 2021, l'attaccante argentino viene ingaggiato dal club galiziano del Celta Vigo, sottoscrivendo un contratto semestrale valevole fino al termine della stagione.

### Nazionale
Nel 2011 viene convocato nell'Under-20 per prendere parte al campionato mondiale di calcio Under-20 e, durante il torneo, ha contribuito con una sua rete alla vittoria nel match contro la Corea del Nord Under-20.

## Statistiche

### Presenze e reti nei club
Statistiche aggiornate al 25 gennaio 2019.
| Stagione         | Club               | Campionato       | Campionato | Campionato | Coppe nazionali | Coppe nazionali | Coppe nazionali | Coppe continentali | Coppe continentali | Coppe continentali | Altre coppe | Altre coppe | Altre coppe | Totale | Totale |
| Stagione         | Club               | Comp             | Pres       | Reti       | Comp            | Pres            | Reti            | Comp               | Pres               | Reti               | Comp        | Pres        | Reti        | Pres   | Reti   |
| ---------------- | ------------------ | ---------------- | ---------- | ---------- | --------------- | --------------- | --------------- | ------------------ | ------------------ | ------------------ | ----------- | ----------- | ----------- | ------ | ------ |
| 2008-2009        | Banfield           | PD               | 6          | 1          | -               | -               | -               | -                  | -                  | -                  | -           | -           | -           | 6      | 1      |
| 2010-2011        | Banfield           | PD               | 19         | 6          | -               | -               | -               | -                  | -                  | -                  | -           | -           | -           | 19     | 6      |
| 2011-2012        | Banfield           | PD               | 32         | 8          | -               | -               | -               | -                  | -                  | -                  | -           | -           | -           | 32     | 8      |
| Totale Banfield  | Totale Banfield    | Totale Banfield  | 57         | 15         |                 | 0               | 0               |                    | 0                  | 0                  |             |             |             | 57     | 15     |
| 2012-2013        | Vélez Sarsfield    | PD               | 22         | 16         | -               | -               | -               | CL                 | 3                  | 1                  | -           | -           | -           | 25     | 17     |
| 2013-2014        | Shakhtar           | PL               | 13         | 6          | CU              | 2               | 0               | UCL+EL             | 5+2                | 0+0                | -           | -           | -           | 22     | 6      |
| 2014-2015        | Newcastle          | PL               | 0          | 0          | FLC+FAC         | 0               | 0               | -                  | -                  | -                  | -           | -           | -           | 0      | 0      |
| 2015-2016        | Shakhtar           | PL               | 11         | 3          | CU              | 5               | 2               | UCL+EL             | 1+6                | 0+2                | SU          | 0           | 0           | 23     | 7      |
| 2016-2017        | Shakhtar           | PL               | 20         | 13         | CU              | 1               | 0               | UCL+UEL            | 0+7                | 0+3                | SU          | 0           | 0           | 28     | 16     |
| 2017-2018        | Shakhtar           | PL               | 30         | 21         | CU              | 3               | 4               | UCL                | 8                  | 3                  | SU          | 1           | 2           | 42     | 30     |
| Totale Shakhtar  | Totale Shakhtar    | Totale Shakhtar  | 74         | 43         |                 | 11              | 6               |                    | 28                 | 8                  |             | 1           | 2           | 114    | 59     |
| 2018-gen.2019    | Benfica            | PL               | 5          | 1          | CP+CdL          | 0+0             | 0+0             | UCL+UEL            | 3+0                | 0+0                | -           | -           | -           | 8      | 1      |
| gen.-giu.2019    | Espanyol           | PD               | 9          | 1          | CR              | 0               | 0               | -                  | -                  | -                  | -           | -           | -           | 9      | 1      |
| 2019-2020        | Espanyol           | PD               | 16         | 1          | CR              | 2               | 0               | UEL                | 9                  | 7                  | -           | -           | -           | 27     | 8      |
| Totale Espanyol  | Totale Espanyol    | Totale Espanyol  | 25         | 2          |                 | 2               | 0               |                    | 9                  | 7                  |             | -           | -           | 36     | 9      |
| 2020-feb. 2021   | Benfica            | PL               | 1          | 0          | CP+CdL          | 1+0             | 0+0             | -                  | -                  | -                  | -           | -           | -           | 2      | 0      |
| Totale Benfica   | Totale Benfica     | Totale Benfica   | 6          | 1          |                 | 1               | 0               |                    | 3                  | 0                  |             | -           | -           | 10     | 1      |
| gen.-giu. 2021   | Celta Vigo         | PD               | 13         | 1          | CR              | 0               | 0               | -                  | -                  | -                  | -           | -           | -           | 13     | 1      |
| 2021-2022        | Club Tijuana       | LMX              | 14         | 1          | CM              | 0               | 0               | -                  | -                  | -                  | -           | -           | -           | 14     | 1      |
| 2022             | Independiente      | PD               | 10         | 1          | CA+CdL          | 1+0             | 0+0             | -                  | -                  | -                  | -           | -           | -           | 11     | 1      |
| gen.-ago. 2023   | Argentinos Juniors | PD               | 7          | 0          | CA+CdL          | 0+0             | 0+0             | CL                 | -                  | -                  | -           | -           | -           | 7      | 0      |
| ago.-nov. 2023   | Sarmiento (J)      | PD               | 0          | 0          | CA+CdL          | 0+2             | 0+0             | -                  | -                  | -                  | -           | -           | -           | 2      | 0      |
| gen.-mag. 2024   | Sarmiento (J)      | PD               | 0          | 0          | CA+CdL          | 1+8             | 0+0             | -                  | -                  | -                  | -           | -           | -           | 9      | 0      |
| Totale Sarmiento | Totale Sarmiento   | Totale Sarmiento | 0          | 0          |                 | 11              | 0               |                    | -                  | -                  |             | -           | -           | 11     | 0      |
| mag.-dic. 2024   | Tigre              | PD               | 7          | 1          | CA+CdL          | 0+0             | 0+0             | -                  | -                  | -                  | -           | -           | -           | 7      | 1      |
| Totale carriera  | Totale carriera    | Totale carriera  | 235        | 81         |                 | 16              | 6               |                    | 54                 | 14                 |             | 1           | 2           | 306    | 105    |

## Palmarès

### Club
- Campionato argentino: 2

Vélez Sarsfield: Torneo Inicial 2012, Superfinal 2012-2013
- Campionato ucraino: 3

Šachtar: 2013-2014, 2016-2017, 2017-2018
- Supercoppa d'Ucraina: 2

Šachtar: 2015, 2017
- Coppa d'Ucraina: 3

Šachtar: 2015-2016, 2016-2017, 2017-2018

### Individuale
- Capocannoniere del campionato ucraino: 1

2017-2018 (21 gol)